# نوپسرها فلاویپس
نوپسرها فلاویپِس یک گونه سوسک از خانوادهٔ سوسک‌های شاخک‌دراز است. استفان فون برونینگ در سال ۱۹۵۱ این گونه را توصیف و بررسی کرد. این گونه در کشورهای جمهوری آفریقای مرکزی، ساحل عاج و کنگو یافت شده است.